# هيزل كينر
هيزل كينر (بالإنجليزية: Hazel Keener)‏ هي ممثلة أمريكية، ولدت في 22 أكتوبر 1904 في فيربوري في الولايات المتحدة، وتوفيت في 7 أغسطس 1979 في باسيفيك غروف في الولايات المتحدة.

## أعمال

### أفلام
- (1925) الطالب الجديد

## وصلات خارجية
- هيزل كينر على موقع IMDb (الإنجليزية)
- هيزل كينر على موقع أول موفي (الإنجليزية)
- هيزل كينر على موقع قاعدة بيانات الأفلام السويدية (السويدية)
- هيزل كينر على موقع قاعدة بيانات الفيلم (الإنجليزية)
- هيزل كينر على موقع كينوبويسك (الروسية)